# Флаг Пачелмы
Флаг муниципального образования «Рабочий посёлок Пачелма» Пачелмского района Пензенской области Российской Федерации является символом, отражающим преемственность исторических традиций посёлка, его административно-территориальный статус.
Флаг утверждён 9 апреля 2007 года решением Комитета местного самоуправления рабочего посёлка Пачелма № 8-36/3 и 6 июля 2007 года внесён в Государственный геральдический регистр Российской Федерации с присвоением регистрационного номера 3447.

## Описание
Официальное описание флага гласит:
«Флаг р.п. Пачелма представляет собой прямоугольное полотнище с отношением ширины к длине 2:3 красно-голубого цвета с рисунком, аналогичным гербу р.п. Пачелма».
Неофициальное описание флага, данное Союзом геральдистов России, гласит:
«Флаг представляет собой прямоугольное полотнище с отношением ширины к длине 2:3, составленное из голубой и красной горизонтальной полосы (в отношении 1:3) и несущее в середине фигуры из герба рабочего посёлка: белый меч на голубой полосе и жёлтый с оранжевыми деталями охотничий рожок на красной полосе».

## Обоснование символики
Земли, на которых расположена Пачелма, известны с середины XVI века, когда для обороны Русских земель от набегов крымских и ногайских кочевников, создавались укреплённые пункты — крепости-остроги, сооружались «сторожевые линии», так называемые «засечные черты», или «засеки», в виде земляных валов, лесных просек с завалами из срубленных деревьев и другие укрепления. Со временем, граница Русского государства отошла далеко на юг от этих мест, оборонительная роль засек иссякла и они использовались в основном как охотничьи угодья.
Сама Пачелма основана в 1874 году как станционный посёлок на Сызрано-Вяземской железной дороге. Название посёлка связано с рекой, на которой он стоит. Лазурное поле флага символически отражает эту реку.
Символика меча на флаге Пачелмы многозначна:
— символизирует историческую связь рабочего посёлка Пачелма с известными полководцами Алексеем Семёновичем Шеиным — первым генералиссимусом России, и Яковом Даниловичем Мерлиным — боевым соратником А. В. Суворова, имевшими вотчинные земли в Пачелмском районе;
— символизирует подвиг жителей рабочего посёлка погибших в годы Великой Отечественной войны и воинов, умерших в Пачелмском эвакогоспитале;
— символизирует единение рабочего посёлка и одноимённого района, на флаге которого также присутствует серебряный меч.
Рог (рожок) — символ бдительности, аллегорически представляет прошлое Пачелмской земли.
Красный цвет символизирует труд, жизнеутверждающую силу, мужество, праздник, красоту.
Голубой цвет — символ возвышенных устремлений, искренности, преданности, возрождения.
Белый цвет (серебро) — символ чистоты, совершенства, мира и взаимопонимания.
Жёлтый цвет (золото) — символ урожая, богатства, стабильности, уважения и интеллекта.